# Doble marginalización

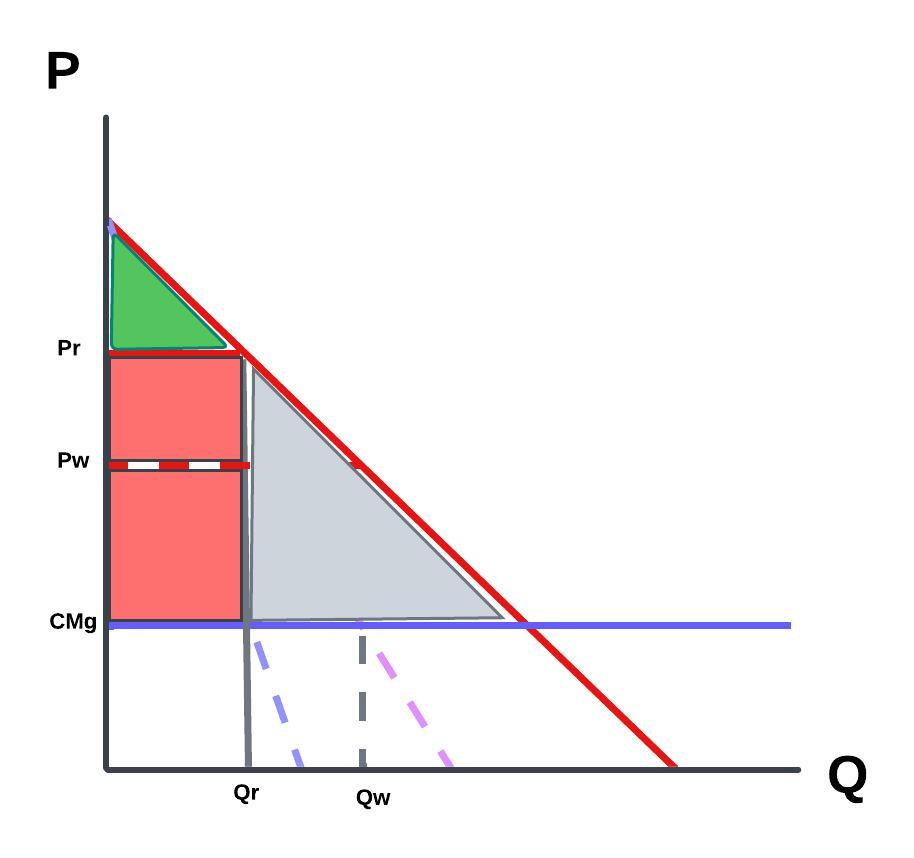
Cuando un mayorista no está integrado verticalmente y vende un producto a un minorista, éste maximiza su beneficio estableciendo un precio Pr. Esto provoca una mayor pérdida irrecuperable de eficiencia (representada por el área gris) y reduce significativamente el excedente del consumidor (el área verde) en comparación de un escenario de integración vertical, en el que el mayorista podría maximizar su beneficio fijando su precio directamente en Pw.

La doble marginalización es una externalidad que surge en cadenas de distribución donde varias empresas independientes, cada una con amplio poder de mercado (por ejemplo, un monopolio), participan en la producción y venta de un producto. Este fenómeno ocurre típicamente cuando una empresa productora (aguas arriba) vende a un distribuidor (aguas abajo), y cada uno de ellos maximiza su beneficio sin coordinarse, lo cual eleva el precio final para el consumidor. Cada nivel de la cadena añade su propio margen de beneficio, sin considerar el impacto en el otro nivel, lo que genera un “doble margen” y provoca que el precio final sea más alto que si una sola empresa controlara todas las etapas de la producción y distribución.
Este proceso afecta al consumidor y reduce la eficiencia del mercado. La doble marginalización disminuye el excedente del consumidor, ya que los precios elevados reducen la demanda, y aumenta la pérdida de peso muerto (o pérdida irrecuperable de eficiencia). Esto implica que las transacciones potencialmente beneficiosas no se realizan, pues el precio no refleja el costo marginal de las empresas. Comparado con un monopolio verticalmente integrado, donde una empresa controla todas las etapas, la doble marginalización genera mayor ineficiencia. Una empresa integrada puede optimizar la cadena para maximizar el beneficio total sin duplicar márgenes, y por lo tanto, tiende a establecer un precio más bajo. De esta manera, la pérdida de eficiencia es menor que en el caso de las empresas que operan en un esquema de doble marginalización.

## Ejemplo
Consideremos una industria con las siguientes características: 
{\displaystyle {\text{Demanda:}}\quad \mathrm {Q} =12-p}
{\displaystyle {\text{Costo Marginal del Fabricante:}}\quad c=C'(\mathrm {Q} )=3}
{\displaystyle {\text{Beneficio Total:}}\quad \pi =p\cdot \mathrm {Q} -c\cdot \mathrm {Q} }
En una situación de monopolio con una única empresa integrada, la empresa que maximiza sus beneficios fijaría su precio en {\displaystyle p=7.5}, resultando en una cantidad de {\displaystyle \mathrm {Q} =4.5} y una ganancia total de {\displaystyle \pi =20.25} .
En un escenario no integrado, el minorista monopolista y el fabricante monopolista fijan su precio de forma independiente, respectivamente {\displaystyle p_{r}} y {\displaystyle p_{m}} .
- El beneficio del minorista (beneficio marginal * cantidad vendida) viene dado por {\displaystyle (p_{r}-p_{m})(12-p_{r})} . Por lo tanto, para maximizar las ganancias, fijará su precio en {\displaystyle p_{r}=6+0.5p_{m}} .
- El beneficio del fabricante viene dado por {\displaystyle (p_{m}-3)(6-0.5p_{m})}. Por lo tanto, fijará su precio en {\displaystyle p_{m}=6} . El minorista responderá fijando su precio en {\displaystyle p_{r}=8} .
- Esto da como resultado una cantidad total producida de {\displaystyle \mathrm {Q} =2} . La ganancia del fabricante es 8 y la ganancia del minorista es 4.

El beneficio total no sólo es menor que en el escenario integrado, sino que el precio es más alto, lo que reduce el excedente del consumidor .

## Casos de doble marginalización

### En la industria de los videojuegos
El artículo "Vertical Integration and Exclusivity in Platform and Two-Sided Markets" de Robin S. Lee analiza casos de doble marginalización y contratos de exclusividad en la industria de los videojuegos durante la sexta generación de consolas (2000-2005) en Estados Unidos. Durante este periodo, consolas como Xbox y GameCube compitieron contra la PlayStation 2, que dominaba el mercado, mediante acuerdos de exclusividad con desarrolladores de videojuegos. Estos acuerdos crearon una estructura de mercado en la que las empresas de desarrollo y las compañías de consolas operaban de forma independiente, cada una maximizando su margen de beneficio sin coordinación.
La falta de coordinación entre desarrolladores y fabricantes de consolas provocó un aumento en los precios finales para los consumidores. Por un lado, los desarrolladores imponían altos costos por las licencias de sus juegos exclusivos; por otro, las compañías de consolas trasladaban estos costos al consumidor mediante precios más elevados del hardware y del software. Este encarecimiento restringió el acceso de los usuarios a un catálogo completo de juegos, ya que los consumidores se veían obligados a adquirir múltiples consolas para disfrutar de títulos exclusivos. La eliminación de la exclusividad podría haber mitigado la doble marginalización, reduciendo los precios finales y mejorando el bienestar del consumidor. El estudio estimó que eliminar esta dinámica habría generado un impacto positivo de hasta 1,500 millones de dólares en términos de bienestar.

## Soluciones
Existen numerosos mecanismos para prevenir o al menos limitar la doble marginación. Entre ellos se incluyen los siguientes:
- Integración vertical : Al integrarse verticalmente, una sola empresa controla tanto la producción como la distribución, lo que permite establecer un precio que maximiza las ganancias totales de la cadena sin duplicar el margen de ganancia en cada nivel. La integración vertical elimina la distorsión generada por los aumentos de precio sucesivos, optimizando la eficiencia y permitiendo precios finales más bajos, lo cual aumenta el excedente del consumidor y disminuye la pérdida irrecuperable de eficiencia. [4]
- Tarifa de franquicia : El fabricante (empresa aguas arriba) puede cobrar una tarifa fija o cuota de franquicia a la distribuidora (empresa aguas abajo) para permitirle vender el producto. De esta manera, la empresa aguas arriba puede vender el producto a un precio igual al costo marginal de producción, y la ganancia se obtiene a través de la cuota de franquicia. Esto incentiva al distribuidor a vender al precio de monopolio, maximizando su beneficio y evitando el problema de la doble marginalización, ya que elimina la necesidad de aumentar el precio en cada nivel. [5]
- Precios no lineales : Implica que la empresa aguas arriba cobre precios que dependan de la cantidad vendida, en lugar de un precio fijo por unidad. Esto permite ofrecer descuentos o precios decrecientes en función del volumen, lo cual puede alinear los incentivos y reducir la doble marginalización. Esto puede alinear los incentivos entre las empresas aguas arriba y aguas abajo, promoviendo una mayor eficiencia en toda la cadena de suministro. [6]
- Mantenimiento del precio de reventa : La empresa aguas arriba establece un precio de venta fijo que la empresa aguas abajo debe respetar al vender el producto final. Este mecanismo ayuda a controlar la percepción de valor del producto, evita guerras de precios entre minoristas y garantiza una mayor estabilidad en el mercado.
- Competencia : Si una empresa aguas arriba vende su producto a múltiples minoristas en competencia, la competencia entre los minoristas reduce el segundo margen. [7]La competencia hace que los minoristas ajusten sus precios hacia abajo, disminuyendo el precio final para el consumidor y mitigando el efecto de la doble marginalización. Esto resulta en una mayor cantidad producida y un mayor excedente del consumidor en comparación con un escenario donde solo hay un minorista monopolista.

Los mecanismos para mitigar la doble marginalización, como la integración vertical y las tarifas de franquicia, solo resuelven el problema específico del margen duplicado. Sin embargo, estos métodos no eliminan la ineficiencia causada por precios de monopolio, y el bienestar social aún no se maximiza si el precio final sigue por encima del costo marginal. Además, algunas soluciones, como la integración vertical, pueden reducir la competencia horizontal, pues una empresa integrada gana ventaja al controlar tanto producción como distribución, lo cual puede limitar la competencia en el mercado. 